# Unia w Krewie
Unia w Krewie lub układ w Krewie, rzadziej umowa krewsko-wołkowyska – akt wydany 14 sierpnia 1385 roku przez wielkiego księcia litewskiego Jagiełłę w Krewie, stanowiący jego zobowiązania przedślubne wobec Królestwa Polskiego. Wydanie aktu stanowiło wynik rozmów prowadzonych między księciem a panami małopolskimi na zamku w Krewie dotyczących małżeństwa królowej Jadwigi z Jagiełłą. Poprzedziły je jednak długoletnie, prawdopodobnie co najmniej od koronacji Jadwigi, negocjacje między stroną litewską a polską, a także z królową Elżbietą Bośniaczką, matką wciąż nieletniej Jadwigi.
Jagiełło zobowiązywał się przyjąć chrześcijaństwo w obrządku katolickim wraz z rodziną, dworem i możnymi oraz dać wolność Polakom wziętym w niewolę i przebywającym na Litwie. Obiecywał podjąć starania w celu odzyskania ziem utraconych przez Polskę i Litwę, a także zapłacić Wilhelmowi Habsburgowi 200 tysięcy florenów jako odszkodowanie, za zerwane zaręczyny z Jadwigą. 
Ponadto Jagiełło przyrzekł przyłączyć do Królestwa Polskiego ziemie litewskie i ruskie. Przedmiotem sporu w historiografii jest to, czy akt ten oznaczał włączenie państwa litewskiego do Korony Królestwa Polskiego, czy był jedynie deklaracją woli Jagiełły, nie wprowadzającej nowego stanu prawnego. Część współczesnych historyków skłania się ku stwierdzeniu, że akt był obietnicą i miał formę umowy przedmałżeńskiej, a nie umowy międzypaństwowej czy międzydynastycznej oraz nie był aktem unijnym z prawnego punktu widzenia.  

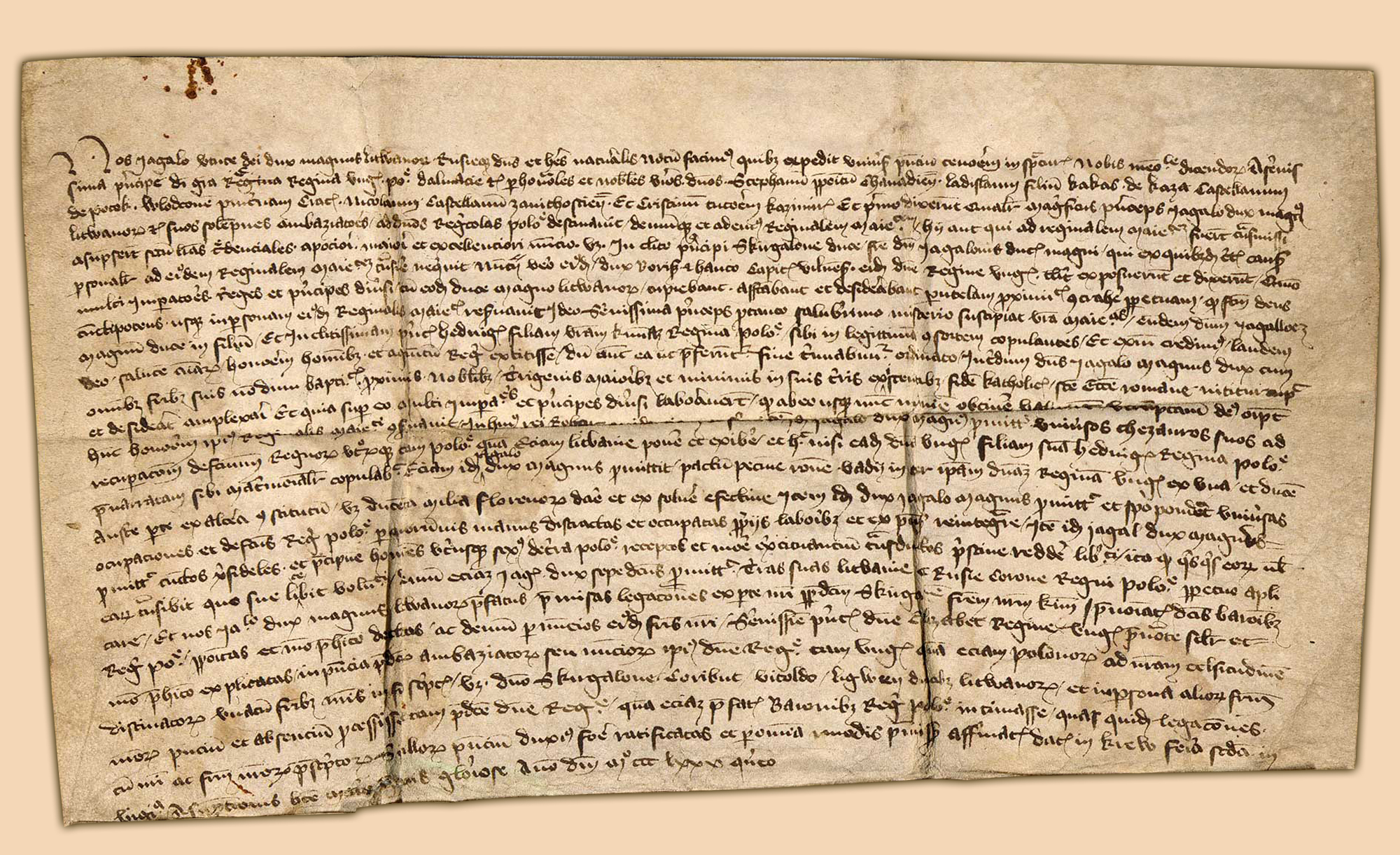
Akt Unii w Krewie z 14 sierpnia 1385 roku

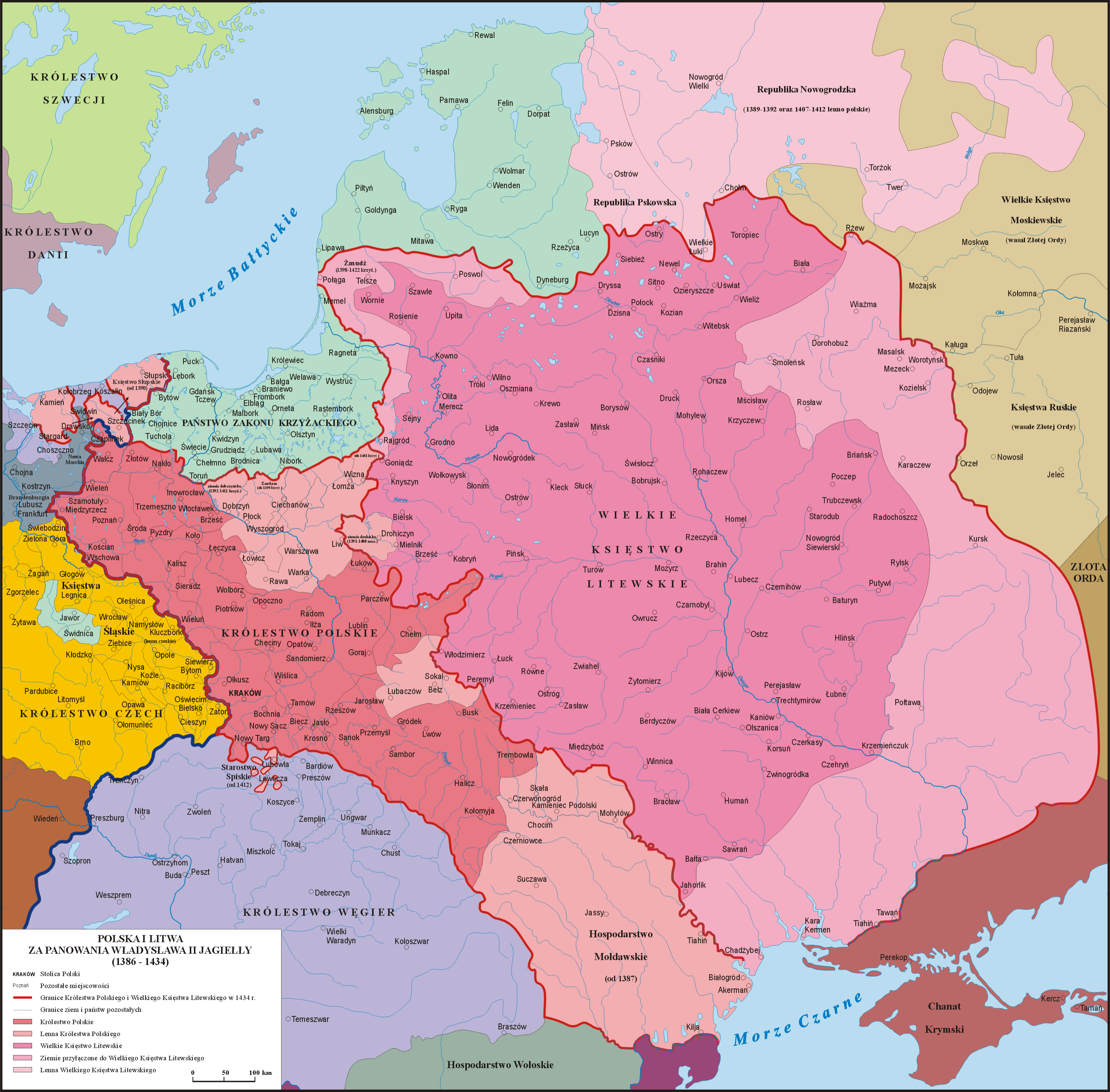
Polska i Litwa w latach 1386–1434

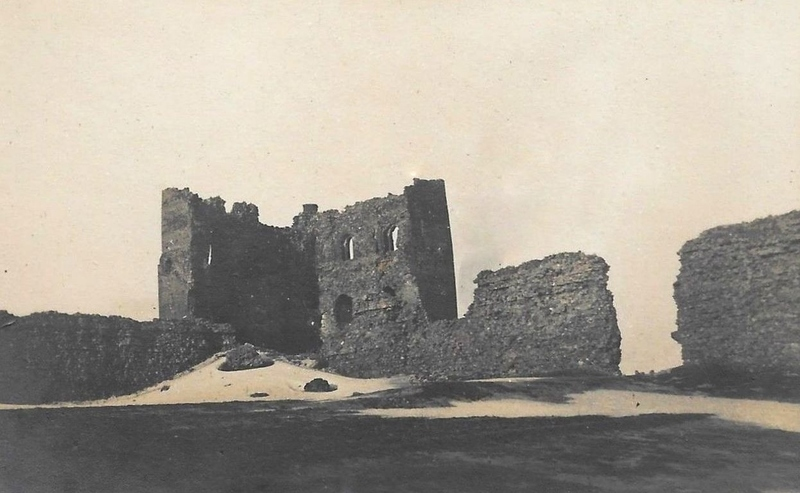
Zamek w Krewie w 1917 r.

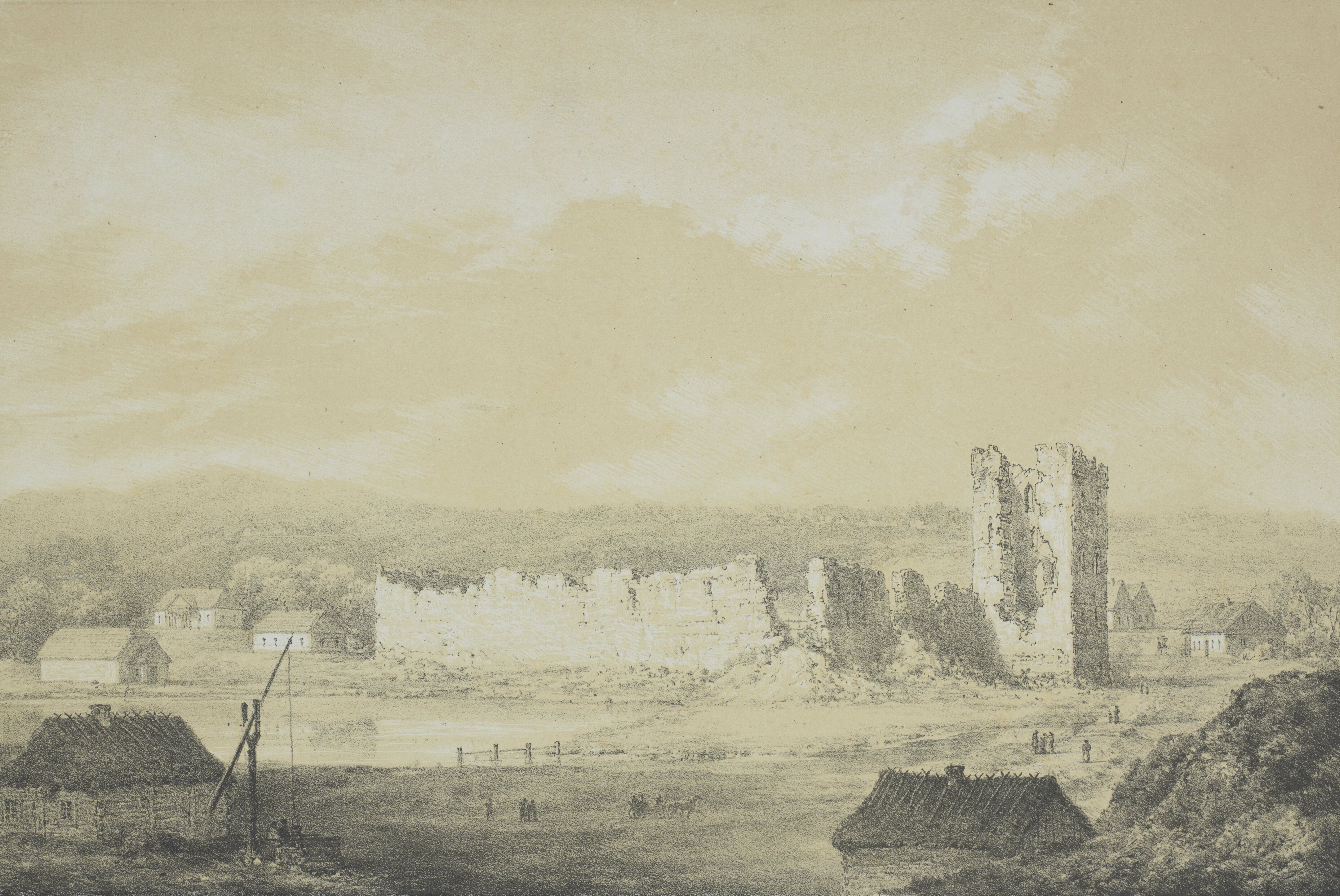
Zamek w Krewie – miejsce zawarcia unii (rycina z XIX w.)

## Tło historyczne
Do początku XIV wieku Litwa stanowiła zagrożenie dla Polski związane z regularnymi najazdami łupieżczymi na ziemie polskie. Jednak po ustabilizowaniu się dynastii Giedyminowiczów i pojawieniu się zagrożenia ze strony państwa zakonnego w Prusach, stosunki wzajemne zaczęły się zmieniać. W 1325 roku księżniczka litewska Aldona wyszła za królewicza polskiego, późniejszego króla, Kazimierza Wielkiego. Otworzyło to okres pokoju między oboma krajami, który trwał mniej więcej do 1340 roku, kiedy rozgorzała rywalizacja o schedę po księstwie włodzimiersko-halickim. Z rywalizacji tej zasadniczo zwycięsko wyszła Polska, zajmując całą Ruś Czerwoną i hołdując książąt litewskich osiadłych na Wołyniu i Podolu. Jednak po objęciu tronu przez Ludwika Węgierskiego ziemie te zostały włączone do Królestwa Węgierskiego. Wysiłek w celu odzyskania tych ziem wymagał współpracy polsko-litewskiej.
Państwo litewskie znalazło się w końcu XIV wieku w trudnej sytuacji. Po gwałtownej ekspansji terytorialnej za panowania Giedymina i Olgierda nastąpił okres stagnacji. Litwa wyczerpana w wyniku ekspansji stała w obliczu rywalizacji z każdym ze swoich sąsiadów: z Polską o Ruś Czerwoną, z zakonem krzyżackim o Żmudź, z wielkim księstwem moskiewskim o panowanie nad całą Rusią. Zagrożeniem również było sąsiedztwo tatarskie. Szczególnie niebezpieczeństwo ze strony Moskwy stawało się coraz bardziej realne po tym, jak armia Dymitra Dońskiego pokonała siły Złotej Ordy w bitwie na Kulikowym Polu w 1380 roku. Do tego dochodziła rywalizacja wewnątrz dynastii. Jagiełło musiał walczyć o władzę najpierw z Kiejstutem, a następnie z jego synem Witoldem. W momencie zawierania układów krewskich między kuzynami doszło do rozejmu i Witold, objąwszy księstwo ojca, wspierał starania Jagiełły o tron polski.
Elementem koniecznym zawarcia małżeństwa z królową Polską było przyjęcie chrześcijaństwa przez Jagiełłę, a także rozpoczęcie chrystianizacji na Litwie, na co nalegali możni i episkopat polski. Starania o chrystianizację Litwy pojawiały się dużo wcześniej. Pierwszy władca zjednoczonej Litwy Mendog przyjął chrzest w 1251 roku, porzucił jednak wiarę niewiele później. Późniejsi władcy byli, z wyjątkiem Wojsiełka, poganami. Również niektórzy książęta dzielnicowi przyjmowali chrzest, zwykle w obrządku prawosławnym.
Strona polska niejednokrotnie podejmowała próby chrystianizacji Litwy i włączenia jej do metropolii gnieźnieńskiej. Najpierw w 1253 roku arcybiskup gnieźnieński wyświęcił biskupa litewskiego Wita. Następnie w czasie walk o Ruś Kazimierz Wielki dwukrotnie, w 1340 i 1357 roku, składał propozycję chrystianizacji Litwy w papieskim Awinionie. Po jego śmierci próbę taką podjął w 1373 Dobrogost z Nowego Dworu.
Sam Jagiełło zobowiązał się w układzie zawartym z zakonem krzyżackim na wyspie Dubisie w 1384 roku do przyjęcia chrztu w ciągu następnych czterech lat trwania rozejmu. Witold, w czasie gdy z pomocą zakonu prowadził wojnę z Jagiełłą, ochrzcił się rok później i przyjął imię Wigand. Jagiełło prawdopodobnie przez jakiś czas rozważał przyjęcie prawosławia wraz z ręką Zofii, córki wielkiego księcia moskiewskiego Dymitra Dońskiego, porzucił jednak tę myśl, kiedy wyklarowała się perspektywa ożenku z Jadwigą.

## Postanowienia
- Układ przewidywał małżeństwo wielkiego księcia litewskiego Jagiełły z polskim królem Jadwigą oraz objęcie przez niego polskiego tronu, w zamian za co Jagiełło zobowiązał się przyjąć chrzest i schrystianizować Litwę
- Jagiełło obiecał wypuścić polskich jeńców
- Obiecano wypłacić odszkodowania Habsburgom za zerwanie zaręczyn sponsalia de futuro Jadwigi z Wilhelmem Habsburgiem
- Jagiełło zobowiązał się swoim kosztem odzyskać utracone przez Polskę Pomorze (Gdańskie), ziemię chełmińską, ziemię dobrzyńską, ziemię wieluńską[8]
- W ostatnim punkcie aktu "W końcu ten książę Jagiełło przyrzeka także ziemie swoje Litwy i Rusi przyłączyć wieczyście do Korony Królestwa Polskiego" (Demum eciam Jagalo dux saepedictus promittit terras suas Litvaniae et Rusiae Coronae Regni Poloniae perpetuo applicare)[9][10].

## Zachowany dokument
Zachował się pergaminowy dokument unii krewskiej, który przechowywany jest w krakowskim Archiwum Kapituły Metropolitalnej w Krakowie. Tekst ten nie wzbudzał emocji wśród badaczy do 1837 roku, kiedy to Michał Wiszniewski opublikował jego treść w swych Pomnikach historii i literatury polskiej, znacznie ułatwiając doń dostęp i dając tym samym początek naukowej dyskusji nad tym aktem. Kopia dokumentu zachowała się także w kopiariuszu biskupstwa krakowskiego z 1445 roku, w tzw. Liber antiquus, sporządzonym na polecenie Zbigniewa Oleśnickiego. Także dzięki rozwojowi chemicznych metod obrazowania udało się stwierdzić ponad wszelką wątpliwość oryginalność dokumentu.

## Sprawa inkorporacji Litwy przez Polskę
Fakt inkorporacji Wielkiego Księstwa Litewskiego do Królestwa Polskiego w akcie Unii w Krewie poprzez słowo "applicare" (przyłączyć) został potwierdzony w pierwszym punkcie unii w Horodle poprzez sformułowanie, że około koronacji "eo tempore, quo [...] coronam Regni Poloniae assumpsimus" następującymi słowami "incorporamus, invisceramus, appropriamus, coniungimus, adiungimus, confoederamus et perpetue anectimus".